# Abū Huraira
Abū Huraira (arabisch أبو هريرة, DMG Abū Huraira; gestorben 678, 679 oder 680) war ein Gefährte des islamischen Propheten Mohammed, der vor allem als Überlieferer von Hadithen bekannt ist. Mit mehr als 3300 Hadithen, in deren Überliefererkette er erscheint, ist er im sunnitischen Islam zahlenmäßig der wichtigste Gewährsmann prophetischer Traditionen überhaupt. Schon die Prophetengefährten kritisierten ihn wegen seiner überbordenden Erzählfreude und bezweifelten, dass er alles, was er von Mohammed mitteilte, auch wirklich bei ihm gesehen oder gehört hatte. Der zweite Kalif ʿUmar ibn al-Chattāb verbot ihm bei Androhung von Gewalt, sich weiter als Überlieferer von Aussprüchen Mohammeds zu betätigen. Die Muʿtaziliten führten später Abū Huraira als Paradebeispiel für die Unglaubwürdigkeit der nur von Einzelpersonen überlieferten Hadithe an. Traditionalistische Gelehrte verteidigten ihn gegen diese Vorwürfe. Im 20. Jahrhundert flammte die Debatte über die Frage der Glaubwürdigkeit der von ihm überlieferten Hadithe erneut auf.

## Leben
Abū Huraira gehörte dem südarabischen Stamm Daus an, der zu dem größeren Stamm der Azd gehörte. Es gibt Quellen, die davon berichten, dass er sich schon um das Jahr 619 zum Islam bekehrte. Die neue Religion wurde ihm demnach durch seinen Stammesgenossen at-Tufail ibn ʿAmr vermittelt, der nach Mekka gereist war und dort den Islam angenommen hatte. Um 620 soll Abū Huraira dann selbst in Begleitung at-Tufails nach Mekka gereist sein und dort mit Mohammed zusammen getroffen sein, bevor er wieder zu seinem Stamm zurückkehrte.
Nach anderen Überlieferungen bekehrte sich Abū Huraira erst kurz vor Mohammeds Feldzug nach Chaibar im Jahr 628 zum Islam, als er mit 80 anderen Stammesgenossen nach Medina auswanderte. Dort gehörte er zu den sogenannten Ahl as-Suffa („Leute des Schattendachs“), einer Gruppe von ärmeren Prophetengefährten, die in unmittelbarer Nähe zu Mohammed in seiner Moschee lebten. Zeitweise war er bei Mohammed auch als Diener tätig. Es heißt, dass die beiden öfter Hand in Hand auf gemeinsamen Gängen in der Stadt zu sehen waren. Im Dhū l-Qaʿda 629 begleitete er den Prophetengefährten Ibn al-Hadramī nach Bahrain. Ein Jahr später nahm er an dem Feldzug nach Tabūk teil, um kurze Zeit danach erneut mit der Steuerkarawane nach Bahrain zurückzukehren.
Ab etwa 641 diente er dem Kalifen ʿUmar ibn al-Chattāb als Statthalter von Bahrain. Im Jahre 644 rief ihn ʿUmar jedoch nach Medina zurück und konfiszierte sein Privatvermögen unter dem Vorwurf, er habe sich am Vermögen der Gemeinde bereichert. Da Abū Huraira die Maßnahme für rechtswidrig hielt, weigerte er sich, das Geld herauszugeben. ʿUmar soll ihn daraufhin so lange beschimpft und mit der Peitsche geschlagen haben, bis er das Geld im Schatzhaus einzahlte. ʿUmar wollte ihn zwar wieder nach Bahrain zurückschicken, doch weigerte sich Abū Huraira mit dem Hinweis auf die erlittene Vermögenseinbuße und die beschämende Behandlung. ِِAls 656 der Kalif ʿUthmān ibn ʿAffān in seinem Haus belagert wurde, war Abū Huraira den Quellen zufolge einer derjenigen, die beim Kalifen blieben. Er soll die Moral der Belagerten gestärkt haben, indem er andeutete, dass der Prophet ʿUthmān den Vertrauenswürdigen genannt habe, der Menschen aus Prüfungen und Katastrophen retten würde.
Als während des Kalifats von Muʿāwiya I. (661–680) der umayyadische Prinz Marwān Gouverneur von Medina war, setzte er Abū Huraira während seiner Abwesenheitsphasen als Stellvertreter ein. Außerdem diente ihm Abū Huraira als Muezzin. Zu Spannungen mit dem Gouverneur kam es allerdings, als Marwān den medinensischen Kaufleuten erlaubte, Sakk genannte Gutscheine für ihre Nahrungsmittel auszustellen, und Abū Huraira zusammen mit Zaid ibn Thābit bei ihm vorstellig wurde und einen Ausspruch des Propheten vorbrachte, der diese Art Handelstransaktionen angeblich untersagte.
Abū Huraira hatte in der Nähe von Dhū l-Hulaifa, dem Punkt, wo die Pilger aus Medina den Ihrām anlegten, ein Landgut. Dort soll noch seine alte Mutter den Haushalt geführt haben.

## Name
Abū Huraira ist vor allem unter seiner Kunya bekannt. Deren Bedeutung (Abū Huraira = „Vater des Kätzchens“) soll darauf zurückgehen, dass er eine kleine Katze besaß, die er besonders liebte. Das Wort Huraira wird in der Verbindung mit Abū diptotisch.
Über Abū Hurairas eigentlichen Namen (Ism) gibt es sehr unterschiedliche Angaben: ʿAbd ʿAmr, ʿUmair, Sukain, Burair usw. Verbreitet war die Überlieferung, dass sein Name in der Dschāhilīya ursprünglich ʿAbd Schams war und er anlässlich seiner Konversion zum Islam vom Propheten den neuen Namen ʿAbd ar-Rahmān (bzw. ʿAbdallāh) verliehen bekam.

## Seine Rolle als Überlieferer
Abū Huraira ist einer der wichtigsten Hadith-Überlieferer. Allein der Musnad von Baqī ibn Machlad enthielt 5374 Traditionen, die auf ihn zurückgeführt wurden. Von diesen nahm al-Buchārī 446 in seinen Sahīh auf. Wie ʿAbdallāh ibn ʿAbbās war Abū Huraira für die Überlieferung biblischer Erzählstoffe von Juden und Christen bekannt. Kaʿb al-Ahbār wird mit der Aussage zitiert: „Ich kenne von denen, die die Tora nicht lesen können, niemanden, der sie besser kennt als Abū Huraira.“ Allerdings berief man sich auch bei Traditionen zu rechtlichen, rituellen und theologischen Fragen auf seine Autorität. Auch viele als frauenfeindlich eingestufte Hadithe werden auf Abū Huraira zurückgeführt.

### Zweifel an der Glaubwürdigkeit Abū Hurairas im frühen Islam
Schon im Milieu der frühen Hadith-Überlieferer gab es allerdings Zweifel an den von Abū Huraira verbreiteten Hadithen. Diejenigen, die an ihrer Authentizität zweifelten, gingen davon aus, dass er erst relativ spät zum Islam konvertiert war und auch nicht in der unmittelbaren Nähe Mohammeds gelebt hatte. Es gibt eine große Anzahl von Berichten darüber, dass Prophetengefährten Abū Huraira dafür kritisierten, dass er so viele Berichte vom Propheten überlieferte. Ibn Qutaiba (gest. 899) schreibt zum Beispiel über Abū Huraira:

„Als von ihm Überlieferungen kamen, wie sie die bedeutenden Prophetengefährten und die Sābiqūn auwalūn nie vorgetragen hatten, verdächtigten sie ihn (sc. der Unzuverlässigkeit) und wiesen seine Worte mißbilligend zurück. Sie sagten: ‚Wie kann es sein, dass nur du dies gehört hast? Und wer sonst außer dir hat es gehört?‘ ʿĀ'ischa war diejenige unter ihnen, die ihn am vehementesten ablehnte.“

ʿĀ'ischa nahm besonders daran Anstoß, dass Abū Huraira vom Propheten den Ausspruch überlieferte: „Ein schlimmes Vorzeichen (šuʾm) liegt in drei Dingen: dem Haus, dem Reittier und der Frau“. Nach ihrer Auffassung hatte der Prophet hier nur die Araber der Dschāhilīya mit ihrem Gerede zitiert, diese Meinung aber nicht selbst vertreten. Deswegen beschuldigte sie Abū Huraira der Lüge. Nach einem Bericht, der über Chālid ibn Saʿīd auf dessen Vater zurückgeführt wird, sagte ʿĀ'ischa einmal: „O Abū Huraira, was sind das für das für Hadithe, die uns über dich vom Propheten erreichen? Du hast nur das gehört, was wir auch gehört haben, und hast nur gesehen, was wir auch gesehen haben.“ In der späteren Hadith-Literatur wird erzählt, dass Abū Huraira auf diesen Einwand erwidert habe, dass sie durch Spiegel, Schminke und Verschönerung für den Propheten abgelenkt gewesen sei, ihn jedoch nichts von ihm abgelenkt habe.
In ähnlicher Weise reagierte Abū Huraira auch auf die Kritik der anderen Prophetengefährten an seiner überbordenden Erzählfreude. In einem Hadith, den Muslim ibn al-Haddschādsch überliefert, wird er mit den folgenden Worten zitiert:

„Ihr behauptet, dass Abū Huraira so viel über den Gesandten Gottes erzählt. Gott ist das Versprechen (sc. von Lohn und Strafe). Ich war ein armer Mann, der dem Gottesgesandten diente, um etwas in den Magen zu bekommen (ʿalā milʾ baṭnī), während die Muhādschirūn mit ihren Handelsgeschäften auf den Märkten beschäftigt waren und die Ansār die Sorge um ihre Reichtümer beschäftigte.“

In einer anderen Version des Hadith, die über Saʿīd ibn al-Musaiyab überliefert ist, lauten die Worte Abū Hurairas:

„Sie sagen, dass Abū Huraira viel erzählt hat. Gott ist das Versprechen (sc. von Lohn und Strafe). Sie fragen, wie es kommt, dass die Ansār und Muhādschirūn nicht ebenso viele Hadithe überliefern. Ich werde es euch sagen: Meine Brüder von den Ansār waren damit beschäftigt, ihr Land zu bearbeiten, und meine Brüder von den Muhādschirūn waren mit den Handelsgeschäften auf den Märkten beschäftigt. Ich blieb dagegen beim Gottesgesandten, um etwas in den Magen zu bekommen. Ich war zugegen, wenn sie abwesend waren. Und ich habe im Gedächtnis behalten, wenn sie vergessen haben.“

Nach Ibn Qutaiba hielten sich die Prophetengefährten daraufhin von Abū Huraira fern. Er aber setzte seine Erzählungen über das, was der Prophet angeblich alles gesagt hatte, fort. Abū Huraira soll selbst damit geprahlt haben, dass er noch viel mehr von dem Propheten wisse, es aber lieber verberge, weil man ihn sonst mit Schuhen und Kot beschmeißen und für verrückt erklären würde.
Der zweite Kalif ʿUmar ibn al-Chattāb ging in seiner Kritik an Abū Hurairas Überlieferungsfreude sogar noch weiter. Nach dem Bericht des Prophetengefährten Sā'ib ibn al-Yazīd (gest. 710) drohte er damit, Abū Huraira in das Gebiet der Daus zurückzuschicken, falls er nicht damit aufhöre, Hadithe vom Gottesgesandten zu überliefern. Und Abū Dschaʿfar al-Iskāfī (gest. 854) wird mit dem Bericht zitiert, dass ʿUmar Abū Huraira wegen seiner übermäßigen Überlieferungsaktivität mit der Dirra geschlagen habe. Abū Huraira soll später selbst gesagt haben, dass er erst nach ʿUmars Tod Aussprüche vom Gottesgesandten vortragen konnte, weil er vorher die Peitschenhiebe gefürchtet habe. Nach einem anderen Bericht sagte er, dass er Hadithe überliefere, die er zur Lebenszeit ʿUmars nicht hätte vortragen können, weil er ihm sonst den Schädel zertrümmert hätte.

### Das Bild Abū Hurairas bei Muʿtaziliten und Murdschiiten
Später verwiesen die Muʿtaziliten und Murdschi'a gerne auf Berichte, die Abū Huraira lächerlich machen sollten. So führte an-Nazzām einen Bericht an, nach dem Abū Huraira seine Hadithe mit der Formel einzuleiten pflegte: „Mein Vertrauter hat mir berichtet (ḥaddaṯanī ḫalīlī)“. Daraufhin soll ʿAlī ihn einmal gefragt haben: „Seit wann ist der Prophet dein Vertrauter (ḫalīl), Abū Huraira?“ Und Abū Dschaʿfar al-Iskāfī (gest. 854) zitierte ʿAlī mit der Aussage, dass bezüglich des Gottesgesandten Abū Huraira der größte Lügner aller Menschen sei. Nach einem Bericht, den Abū l-Qāsim al-Balchī (gest. 931) zitiert, soll ʿAlī, als er davon hörte, dass Abū Huraira bei der rituellen Waschung und beim Ankleiden mit der rechten Seite begann, bewusst bei der rituellen Waschung mit der linken Seite begonnen haben, um Abū Huraira zu widersprechen.
An-Nazzām meinte, dass auch ʿUmar, ʿUthmān und ʿĀ'ischa Abū Huraira für einen Lügner hielten. Al-Balchī zitierte einen Bericht, wonach auch die Iraker Abū Huraira vorwarfen, Lügen über den Gottesgesandten zu verbreiten. Der Murdschiit Bischr al-Marīsī (gest. 833) behauptete, dass ʿUmar Abū Huraira als den größten Lügner unter den Hadith-Überlieferern bezeichnet hatte. Der Hadith-Gelehrte ad-Dārimī (gest. 869) wies dies jedoch als eine Lüge zurück und insistierte darauf, dass Abū Huraira einer der glaubwürdigsten Überlieferer sei.

### Die moderne Debatte über die Authentizität der Abū-Huraira-Hadithe
Anfang des 20. Jahrhunderts flammte die Debatte über die Authentizität der Abū-Huraira-Hadithe unter den Muslimen erneut auf. Auslöser war, dass 1916 christliche Missionare in einem Artikel des Journals Orient and Occident wegen der großen Menge dieser Hadithe Zweifel an ihrer Echtheit geäußert hatten. Der ägyptische Gelehrte Raschīd Ridā wies diese Zweifel noch im selben Jahr in einem Artikel seiner Zeitschrift al-Manār zurück und listete dort eine Anzahl von Gründen für die große Menge von Hadithen Abū Hurairas auf. So meinte er, dass Abū Huraira im Gegensatz zu anderen Prophetengefährten keine Scheu gehabt habe, den Propheten zu fragen, so dass er auch mehr Antworten von ihm erhalten habe. Er habe gezielt Hadithe memoriert, um sie weiterzuverbreiten, während die anderen Prophetengefährten dies nur bei Bedarf getan hätten. Abū Huraira habe sich kontinuierlich in der Gegenwart des Propheten aufgehalten und außerdem ein besonders gutes Gedächtnis besessen. Durch ein Hadith sei bezeugt, dass der Prophet Abū Huraira die Gabe verliehen habe, nicht zu vergessen. Außerdem habe Abū Huraira in einem Bittgebet um „Wissen, das nicht vergessen wird“, gebeten, und der Gottesgesandte habe dazu sein Amen gegeben.
Ein zweiter Angriff auf Abū Huraira erfolgte in den 1920er Jahren durch den hadith-kritischen Intellektuellen Muhammad Taufīq Sidqī. Er präsentierte in seinem Buch Durūs sunan al-kāʾināt („Lehren über die Gewohnheiten der Welt“) eine kurze Biographie dieses Gefährten und wählte dafür viele ungünstige Berichte aus den historischen Quellen aus. Er kam zu dem Schluss, dass Abu Huraira an Epilepsie gelitten haben müsse, einer Krankheit, die das Gehirn angreift, wie er hinzufügte. Raschīd Ridā verteidigte Abū Hurairas Glaubwürdigkeit gegen Sidqīs Behauptung und veröffentlichte 1928 dazu auch eine Fatwa.
In den 1950er Jahren folgten jedoch erneute Angriffe auf Abū Huraira, so von dem libanesischen Schiiten ʿAbd al-Husain Scharaf ad-Dīn, der um 1953 ein Buch mit dem einfachen Titel Abū Huraira veröffentlichte. Im Jahre 1958 verfasste dann der modernistische ägyptische Gelehrte Mahmūd Abū Raiya ein Buch mit dem Titel Aḍwāʾ ʿalā l-sunna al-muḥammadīya („Lichter über die mohammedanische Sunna“), in dem er Fälschungen innerhalb der kanonischen Hadith-Sammlungen aufzudecken suchte, wobei er besonders auf Hadithe von Abū Huraira abstellte. Abū Raiya warf Abu Huraira vor, er habe versucht, seine Zuhörer zu täuschen, indem er vorgab, Hadithe des Propheten zu überliefern, während er in Wirklichkeit die Geschichten von Kaʿb al-Ahbār erzählte. Außerdem versuchte er zu beweisen, dass Abu Huraira Hadithe erfunden habe, wenn ihm passte. Insgesamt bemühte er sich, Abū Huraira in einem möglichst ungünstigen Licht darzustellen. Als Reaktion auf sein Buch verfassten mehrere arabische Gelehrte Traktate und Pamphlete, in denen sie dessen Behauptungen zurückwiesen, darunter der Aktivist der syrischen Muslimbrüder Mustafā as-Sibāʿī. Später erweiterte Abū Raiya das Kapitel über Abū Huraira zu einem eigenständigen Buch, dass er 1964 unter dem Titel Šaiḫ al-maḍīra, Abū Huraira ad-Dausī („Der Dausit Abū Huraira, Scheich der Milchsuppe“) veröffentlichte.
Punkte, die innerhalb dieser Debatte kontrovers diskutiert wurden, waren:
- Der Zeitpunkt von Abū Hurairas Konversion. Während Abū Raiya darauf bestand, dass er erst im Jahre 629 zum Islam übergetreten sei, verwiesen seine Gegner auf die Berichte, wonach er schon vor der Hidschra konvertiert war. Abū Raiya hielt sie für unglaubwürdig, weil sie auf Ibn al-Kalbī zurückgingen.[48]
- Abū Hurairas angebliche Gefräßigkeit. Abū Raiya behauptete, dass sich Abū Huraira aus reiner Gefräßigkeit dem Propheten angeschlossen hatte. Er stützte diese Behauptung auf den bekannten Hadith, wonach Abū Huraira einmal gesagt hatte: „Ich war ein armer Mann und habe mich dem Propheten ʿalā milʾ baṭnī angeschlossen“. Abū Raiya interpretierte diesen Ausdruck als „um mir den Bauch zu füllen.“ Mustafā as-Sibāʿī wies diese Interpretation zurück und warf ihm vor, den Sinn des Satzes zu entstellen. Seiner Auffassung nach war mit dem Satz gemeint, dass Abū Huraira dem Propheten nur für ein wenig Nahrungsmittel gedient hatte.[49] Abū Raiya versuchte Abū Huraira auch damit herabzusetzen, dass er auf Berichte bei dem arabischen Literaten ath-Thaʿālibī (gest. 1038) verwies, wonach man Abū Huraira wegen seiner Vorliebe für eine bestimmte Speise, die aus Milch und Fleisch bestand, als Šaiḫ al-maḍīra („Scheich der Milchsuppe“) bezeichnet hatte. Abū Raiyas Gegner wiesen diese Beschuldigungen mit dem Argument zurück, dass ath-Thaʿālibī eine unzuverlässige Quelle sei und abgesehen davon Gott den Genuss von Speisen nicht verboten habe.[50]
- Die Dauer seines Aufenthalts beim Propheten. Abū Raiya vertrat die Auffassung, dass Abū Huraira nach seiner Entsendung nach Bahrain dort verblieb, bis ihn der Kalif ʿUmar ibn al-Chattāb zurückrief. Dies würde bedeuten, dass er insgesamt nur ein Jahr und neun Monate in Mohammeds unmittelbarer Nähe gelebt hätte. Demgegenüber verwiesen Abū Raiyas Gegner auf historische Berichte, nach denen Abū Huraira den Propheten drei Jahre bzw. 50 Monate begleitet hatte und noch zu seinen Lebzeiten aus Bahrain nach Medina zurückgekehrt war.[51]

Im Jahr 1973 veröffentlichte schließlich der irakische Gelehrte ʿAbd al-Munʿim Sālih al-ʿAlī al-ʿIzzī eine Studie mit dem Titel Difāʿ ʿan Abī Huraira („Verteidigung Abū Hurairas“), in der er alle Argumente zur Verteidigung der Überlieferungen dieses Prophetengefährten noch einmal wiederholte, dieses Mal jedoch begleitet von einer großen Zahl von Anhängen, in denen alle Isnād-Stränge mit Abū Huraira aus al-Buchārī und Muslim ibn al-Haddschādsch aufgelistet waren.